# Vida Grantova
Vida Grantova (Lepa Vida) je kritično-realistična dramska podoba slovenskega meščanstva po prvi svetovni vojni, ko je svet začel v samem sebi propadati. Naslovna oseba je v zakonu nesrečna žena, ki ne more utešiti svojega hrepenenja po sreči. Zaradi nje se trije bratje sovražijo in preganjajo. Drama je v knjižni obliki izšla leta 1946 pri Državni založbi Slovenije. 

## Osebe
- Mihael Grant, industrialec
- Tomo Grant, arhitekt
- Andrej Grant, študent
- Vida Grant, Mihaelova žena
- Gospa Borinova, njena mati
- Bivša strojepiska
- Gospod svetnik
- Advokat
- Gosposki človek
- Gospod zasebnik
- Prvo, drugo, tretje, četrto dekle
- Hlapec Luka
- Služkinja pri Grantovih
- Služkinja pri Tomu Grantu

## Vsebina

### 1. dejanje
Vzdušje v hiši Grantovih je podobno peklu: Mihael je trd, zanima se le organiziranje tovarn in pridobivanje denarja, glavni cilj mu je moč. Zato zaničuje Andreja, ki hrepeni po umrli materi in zapravlja svoje življenje. Vida se čuti utesnjeno, hrepeni po svobodnem življenju. Svoje skrbi zaupa Tomu, ki se na Mihaelov klic vrača iz Pariza in s katerim sta se včasih ljubila. Mihael ve za njuno ljubezen, ljubosumen je, kar pa pri Andreju izzove odpor, saj ima Vido za svetnico, ne dovoli, da bi jo kdo žalil z nezaupanjem. Bratje so nestrpni drug do drugega in družinski posvet se spremeni v prepir, očitke, skoraj v pretep.

### 2. dejanje
Vidina in Tomova ljubezen je oživela, oba se ji predata, Vida je v njej našla smisel svojega bivanja, Tomo pa je estet, ki pravi, da so ljudje zoprni, neumni in da je treba živeti na belem kontinentu lepote. Ko Tomo odide, se k Vidi zateče Andrej in se ji izpove: ljubi jo, vendar brez zahtev in želja. Pride Mihael, pijan, z veselo družbo, v kateri je tudi nekaj prostitutk. Zahteva, da Vida postreže gostom, in ko se ta brani, zagrozi s pištolo. Pravi, da bo ustrelil njo in Toma, če ga ne bo poslušala. V strahu za ljubimca se Vida premaga, postreže, nato pa za zmeraj zapusti hišo.

### 3. dejanje
Vida se je zatekla k Tomu, srečna je, da ji ni treba več živeti v laži, da je našla svoj pravi dom. Vendar se hitro pokaže usodni nesporazum med ljubimcema: za Toma je glavna svoboda, Vida pa je prišla k njemu v veselo, prostovoljno suženjstvo. Njene iluzije se podrejo, počuti se smešno, izgubljeno. Tedaj prihiti Mihael, ki žene noče izpustiti, ker jo ljubi, prosi jo naj se vrne k njemu, vse bo odpustil, da bo le ostala njegova. Vida zgrožena odkloni, saj je njun zakon za zmeraj končan, bila je Tomova, ni več njegova. Mož jo v besu udari z bičem in odide. Takoj za tem Grantov hlapec sporoči, da se je Andrej ustrelil.

### 4. dejanje
Pripravlja se sedmina za Andrejem. Vida se je vrnila, nikogar ne pusti blizu, brez moči prebira poslovilno Andrejevo pismo, v katerem jo ta prosi, naj poskrbi za njegovega nezakonskega otroka in njegovo mater. Vida pošlje ponjo in ji obljubi, da bo poskrbela zanjo in za otroka, nato pa napiše poslovilno pismo z namenom, da bo naredila samomor. Še prej pa opravi pogovor s Tomom, ki odhaja in Vido prosi, naj odide z njim. Ta mu ne pusti blizu, zaželi mu srečno pot in se po njegovem odhodu skuša zastrupiti, kar pa ji preprečita mati in Mihael. Mož, ki je ves razrvan, ji pove, da jo je hotel ubiti, zdaj pa ne ve, zakaj naj bi jo, zato jo bo zaprl  v hišo in stal na straži, za čast Grantov. K njim pa bo prišla Andrejeva ženska z otrokom. Gostje se zbirajo k sedmini, Mihael ukaže prižgati luč in odpreti jedilnico. Vida raztrga svoje poslovilno pismo, počasi se napoti v jedilnico in po kratkem obotavljanju prestopi prag. 

## Uprizoritve
Kozakova drama Lepa Vida je bila prvič uprizorjena leta 1940 v Slovenskem narodnem gledališču v Ljubljani. Na odru so jo zaigrali še leta 1941 v Drami SNG Maribor in 1948 v Drami SNG Ljubljana, pod naslovom Vida Grantova.
Kozak je prvotno dramo Lepa Vida po vojni predelal in ji dal naslov Vida Grantova. Po zasnovi temelji na tradiciji naše narodne pesmi in hoče v dramski obliki izraziti žensko hrepenenje po sreči, vendar je avtor kasneje spoznal, da je simbolni naslov odveč in da je bolje, če je le ta realističen, kakor je realistična tudi dramska zgodba. Za knjižno izdajo je potek dejanj nekoliko zgostil in izboljšal obliko. Vida Grantova je  osrednja drama iz cikla  treh dram, kjer prikazuje prerez slovenskega meščanstva, sliko cele generacije, obdelano v dramski obliki. Druga drama je Profesor Klepec, tretja pa Punčka, ki prikazuje življenje slovenskih advokatov in politikov.